# Гаррі Поттер і напівкровний Принц
«Га́ррі По́ттер і напівкро́вний Принц» (англ. «Harry Potter and the Half-Blood Prince») — шостий роман серії «Гаррі Поттер» британської письменниці Дж. К. Ролінґ. Вийшов 16 липня 2005 року у видавництві «Блумсбері Паблішинґ» у Лондоні.
Протягом першої доби від моменту релізу книги було продано дев'ять мільйонів примірників. Цим було встановлено рекорд, перевершений тільки наступною книгою серії — «Гаррі Поттер і смертельні реліквії» у 2007 році.
Українською мовою роман переклав Віктор Морозов (за редакцією Олекси Негребецького та Івана Малковича) і він вийшов у видавництві «А-ба-ба-га-ла-ма-га» 6 жовтня 2005 року.

## Анотація
Як швидко плине час! А Гаррі, здається, закохався… Та темні сили не чекають, і на чолі з Лордом Волдемортом стають все сильнішими й сильнішими…

## Сюжет

### Перед початком навчального року
Тим часом як Лорд Волдеморт і його поплічники смертежери влаштовують відкритий терор по всій Великій Британії, міністра магії Корнеліуса Фаджа змушують піти у відставку через нездатність опанувати ситуацію в магічному світі. Його наступником стає Руфус Скрімджер. У своєму домі Северус Снейп зустрічається з Нарцисою Мелфой, матір'ю Драко. Попри недовіру з боку сестри Нарциси Белатриси Лестранж, Снейп присягається «незламною обітницею» забезпечувати захист Драко під час виконання ним секретного завдання від самого Темного Лорда, у випадку ж невдачі, — виконати його самостійно.
Незадовго до початку занять у Гоґвортсі Албус Дамблдор персонально прибуває до будинку Дурслів, щоби забрати Гаррі до школи. Дорогою вони відвідують старого приятеля Дамблдора, колишнього гоґвортського викладача, нині професора у відставці Горація Слизорога, якого директорові вдається, за сприяння Гаррі, переконати повернутися до роботи. Решту канікул Гаррі проводить у «Барлозі», будинку родини Візлі, де також перебуває й Герміона. Батьки дещо невдоволені тим, що Білл Візлі заручився з Флер Делякур, випускницею школи Бобатон, яка брала участь у Тричаклунському турнірі. Натомість в Гаррі з'являється романтичне почуття до Джіні. Незабаром прибувають результати проміжних екзаменів, які учні складали навесні (СОВи). Щоби стати аврорами, Гаррі з Роном повинні скласти випускні іспити (НОЧІ) з настійок, проте їхні СОВи не дозволяють їм продовжувати курс, згідно з вимогами професора Снейпа, отже хлопці змушені покинути цю мрію. Напередодні від'їзду до Гоґвортсу, купуючи необхідне начиння на Алеї Діаґон, Гаррі, Рон і Герміона помічають Драко Мелфоя і непомічені йдуть за ним. Їм вдається підслухати загадкову розмову між Драко і власником крамниці «Борджин і Беркс» на алеї Ноктерн: хлопець погрожуючи вимагає від пана Борджина полагодити певну неназвану річ і зберегти іншу. Підозрюючи Драко в тому, що він став смертежером, Гаррі вирішує пильніше стежити за ним у школі.

### У Гоґвортсі
Шкільний рік починається з нових кадрових перестановок: професор Снейп несподівано стає викладачем захисту від темних мистецтв (посада, якої він давно домагався), а зілля і настійки починає викладати новоприбулий професор Слизоріг. Оскільки в Слизорога інша система вимог, Гаррі та Рон отримують можливість відвідувати його заняття. Слизоріг позичає хлопцям старі примірники підручника «Прогресивна методика зіллєваріння», оскільки вони не купили собі нових. Примірник Гаррі (колишній власник якого підписався як «Напівкровний Принц») наповнений рукописними позначками, завдяки яким Гаррі вдається досягти великих успіхів у предметі. Слизоріг нагороджує його пляшечкою настійки «фелікс феліціс», яка приносить удачу.
Протягом року напади смертежерів на чарівників і маґлів тривають. Окрім того, у Гоґвортсі стається кілька подій, імовірно пов'язаних із цими атаками. Під час відвідування Гоґсміда Ґрифіндорська учениця Кеті Белл зазнає серйозних ушкоджень, торкнувшись заклятого намиста (ймовірно під дією «Імперіусу»). Під час другого випадку Рон випиває отруєний мед (що призначався Дамблдору). Гаррі рятує друга, давши йому безоар (камінь-протиотруту), про який також довідався з підручника Напівкровного Принца. Хвилювання пов'язані з цим випадком призводять до примирення між Роном (який певний час зустрічався з ґрифіндоркою Лавандою Браун) і Герміоною (чиї стосунки з Віктором Крумом стали причиною ревнощів Рона). Тим часом Гаррі розуміє, що його почуття до Джіні є справжніми, хоча вона й зустрічається у цей час із Діном Томасом.

### Горокракси
Протягом цілого року Дамблдор проводить із Гаррі індивідуальні заняття, під час яких вони, користуючись ситом спогадів збирають інформацію про минуле Волдеморта. Дамблдор доходить висновку, що Волдеморт розділив свою душу на шість фрагментів і сховав у шістьох магічних предметах, знаних як "горокракси" (сьомий фрагмент залишився в його тілі), що дало йому змогу стати безсмертним. Два горокракси вже було знищено раніше: щоденник Тома Редла — це зробив Гаррі на другий рік навчання в Гоґвортсі (див. «Гаррі Поттер і таємна кімната») і перстень Ярволода Ґонта (діда Волдеморта) — його знищив сам Дамблдор.
Одного дня Гаррі застає Драко Мелфоя плачущим у туалеті. Між хлопцями зав'язується магічна бійка, в результаті якої Гаррі використовує вичитане в підручнику Напівкровного Принца закляття «Сектусемпра» (що завдає опонентові важкі рани). Професор Снейп рятує Мелфоя. Він вимагає у Гаррі підручник, але той дає професорові примірник Рона. Відбуваючи покарання, Гаррі пропускає фінальний матч із квідичу (цього року його обрали капітаном команди), проте Ґрифіндор завойовує кубок. Під час святкування Гаррі виказує своє почуття до Джині, несподівано поцілувавши її. Вони починають зустрічатися.
Гаррі повідомляє Дамблдору про підозрілу поведінку Мелфоя, проте директор заспокоює його, переконуючи в тому, що цілковито довіряє Снейпові. Пізніше Гаррі дізнається від професорки Трелоні, що саме Снейп передав Волдемортові пророцтво про поразку Темного Лорда, і це, зрештою, призвело до загибелі його батьків. Попри це, упевненість Дамблдора у вірності Снейпа лишається непорушною. За той час Дамблдорові вдалося з'ясувати, де знаходиться ще один горокракс. Він просить Гарі допомогти здобути його. Доручивши Ронові, Герміоні, Луні, Невілу та Джині патрулювати у коридорах, доки він і Дамблдор будуть відсутні, й залишає їм настійку «фелікс феліціс». Гаррі з Дамблдором з'являються у таємній печері, де ціною важких випробувань їм удається знайти горокракс — медальйон Салазара Слизерина. Щоби витягнути медальйон із зачарованої чаші, Дамблдорові доводиться випити загадкову рідину, в яку занурений горокракс, і це завдає нищівного удару життєвим силам професора.

### Битва на Астрономічній вежі
Повернувшись у Гоґсмід Гаррі з Дамблдором бачать Чорну Мітку (знак, що в тому місці скоєно вбивство) в повітрі над Гоґвортсом. Позичивши мітли у шинку, вони приземляються на Астрономічну вежу, де стикаються з Драко. Дамблдор паралізує Гаррі, який ховається під плащем-невидимкою, за мить до того, як Драко роззброює директора. Хлопець повідомляє, що напади, які сталися в школі, були організовані ним. Також він установив у Гоґвортсі щезальну шафу, через яку смертежери пробралися всередину. Втім Дамблдор з'ясовує, що Волдеморт змусив Драко до всіх цих учинків, погрожуючи вбити його рідних.
У той час як члени Ордену фенікса і Дамблдорової Армії б'ються зі смертежерами у замку, декілька з них підіймаються на вежу і наказують Драко завершити свою місію, вбивши Дамблдора. У слабкодухого та боягузливого хлопця не вистачає мужності вбити директора. З'являється Снейп, і ослаблий Дамблдор звертається до нього з незрозумілим благанням. Снейп вражає директора смертельним закляттям. Підкинуте в повітря тіло Дамблдора зникає за муром. Гаррі звільняється від паралізчуючого закляття і кидається в погоню за Снейпом і Драко, яким удається вчасно вибігти за межі території школи і роз'явитися. Взявши з рук професора медальйон Слизерина, Гаррі розуміє, що він несправжній. Усередині лежить записка, залишена тим, хто викрав справжній горокракс (цей маг підписався ініціалами «Р. А. Б.»).
Навчальний рік переривається через смерть і похорон директора. Тимчасово школу очолює Мінерва Макґонеґел, а професор Слизоріг заступає Снейпа на посаді вихователя Слизерину. Розходяться чутки, що, у зв'язку з убивством Дамблдора, школу буде закрито. Гаррі вирішує покинути навчання і присвятитися пошукові решти горокраксів. Рон і Герміона зголошуються допомогти йому. Стосунки з Джині здаються Гаррі небезпечними для неї, тому він припиняє їх. Книга завершується запрошенням на весілля Білла і Флер і приємним очікуванням Гаррі «останніх світлих днів разом із друзями».

## Історія видання
Феноменальна публікація роману була пов'язана з кількома суперечливими ситуаціями:
- У травні 2005 року букмекерські контори припинили приймати ставки на особу персонажа, який загине у книзі, через те, що неймовірна велике число ставок на Дамблдора надійшло з міста Банґі, де, як вважалося, друкувалися книги. Пізніше прийняття ставок було поновлено.[1]
- На початку червня 2005 року магазин «Real Canadian Superstore» у місті Коквитлам (Британська Колумбія) випадково продав чотирнадцять примірників книги раніше офіційного релізу. Канадське видавництво «Raincoast Books» отримало директиву Верховного суду провінції Британська Колумбія, що забороняла покупцям знайомитися зі змістом книг чи обговорювати його до офіційного релізу. Покупцям були запропоновані футболки з символікою «Гаррі Поттера» і примірники з автографом письменниці, за умови що випадково продані книги будуть повернені до 16 липня.
- 15 липня, менше ніж за дванадцять годин до надходження книги у продаж, видавництво «Raincoast» попередило газету «The Globe and Mail» про те, що публікація рецензії будь-яким автором, що знаходиться в Канаді, опівночі, як планувала газета, розглядатиметься як порушення директиви про нерозголошення комерційної таємниці. Директива призвела до публікації численних статей зі звинуваченнями у порушенні базових прав. Канадський професор права Майкл Ґайст розмістив у своєму блозі коментар до цієї заяви,[2] а відомий активіст Річард Столмен закликав до бойкоту з вимогою офіційних вибачень від видавництва. «The Globe and Mail» опублікувала рецензії, написані двома британськими журналістами поміж газети від 16 липня і розмістила рецензію канадського журналіста на своєму вебсайті о 9:00 вранці того ж дня.[3]
- На тому ж тижні примірник книги було випадково продано магазином «Walgreens» у Чикаго. Дізнавшись про канадський інцидент, покупець повідомив, що не поверне книгу, але пообіцяв не читати її до дня офіційного релізу в США.

### Екологічні питання
Перед і після публікації книги у США організації «Ґрінпіс» і Національна федерація дикої природи видали заклик до споживачів, які планували придбати роман, купити канадське видання «Raincoast Books», яке було надруковане на папері без вмісту хлору зі 100 % вторинним переробленням. Американське видавництво «Scholastic Press» відмовилося повідомити вміст перероблюваного паперу в книжках.

### Спойлери
Подробиці сюжету (зокрема інформація про вбивство Дамблдора Снейпом), а також перелік назв розділів, з'явилися у групі Usenet alt.fan.harrypotter 14 липня 2005 року — за два дні до офіційного релізу.

## Екранізація
Вихід кіноверсії роману був спершу запланований на 21 листопада 2008 року, але згодом перенесений на 15 липня 2009 року. Автором сценарію фільму повинен стати Стів Клоувз, а режисером — Девід Єйтс.